# Release Me 2
| Оценки критиков | Оценки критиков |
| Источник        | Оценка          |
| --------------- | --------------- |
| i               | [ 1 ]           |
| The Independent | [ 2 ]           |
| Metro Weekly    | [ 3 ]           |
| The Times       | [ 4 ]           |

Release Me 2 — сборник редких и ранее не издававшихся песен американской певицы Барбры Стрейзанд. Альбом стал продолжением её компиляции 2012 года Release Me. Выпуск альбома состоялся 6 августа 2021 года на компакт-дисках, виниловых пластинках и в цифровом формате.
Сингл «I’d Want It to Be You», дуэт с Вилли Нельсоном, был выпущен 4 июня 2021 года. Версии альбома, которые будут продаваться в сети магазинов Target, будут также включать в себя бонус-трек: «When the Lovin’ Goes Out of the Lovin» Ричарда Паркера и Бобби Уайтсайда, изначально записанный во время сессии альбома Emotion в 1984 году. Также было выпущено издание с комментариями.

## Список композиций
| №                   | Название                                                                                    | Автор(ы)                                     | Продюсер                                    | Длительность |
| ------------------- | ------------------------------------------------------------------------------------------- | -------------------------------------------- | ------------------------------------------- | ------------ |
| 1.                  | «Be Aware» (записана для спецвыпуска Singer Presents Burt Bacharach, 1971)                  | Берт Бакарак, Хэл Дэвид                      | Берт Бакарак, Барбра Стрейзанд              | 3:40         |
| 2.                  | «You Light Up My Life» (записана для альбома ButterFly, 1974)                               | Кэрол Кинг                                   | Барбра Стрейзанд, Йохем ван дер Сааг        | 3:38         |
| 3.                  | «I’d Want It to Be You» (дуэт с Вилли Нельсоном) (записана для альбома Partners, 2014)      | Стив Дорфф, Джей Ландерс, Бобби Томберлин    | Уолтер Афанасьефф, Бэбифейс                 | 4:02         |
| 4.                  | «Sweet Forgiveness» (записана в 1994)                                                       | Уолтер Афанасьефф, Джон Беттис               | Барбра Стрейзанд, Уолтер Афанасьефф         | 5:12         |
| 5.                  | «Living Without You» (записана для альбома Stoney End, 1971)                                | Рэнди Ньюман                                 | Барбра Стрейзанд, Уолтер Афанасьефф         | 2:05         |
| 6.                  | «One Day (A Prayer)» (записана в 1968)                                                      | Мишель Легран, Алан Бергман, Мэрилин Бергман | Дон Коста                                   | 3:06         |
| 7.                  | «Rainbow Connection» (дуэт с Лягушонком Кермитом), (записана для альбома Wet, 1979)         | Пол Уильямс, Кеннет Эшер                     | Барбра Стрейзанд, Йохем ван дер Сааг        | 3:23         |
| 8.                  | «Right as the Rain» (записана в 1962)                                                       | Гарольд Арлен, Йип Харберг                   | Майк Берникер                               | 3:00         |
| 9.                  | «If Only You Were Mine» (дуэт с Барри Гиббом) (записана для альбома Guilty Pleasures, 2005) | Барри Гибб, Эшли Гибб, Стефан Гибб           | Барри Гибб, Джон Мерчант                    | 2:34         |
| 10.                 | «Once You’ve Been in Love» (записана в 1973)                                                | Мишель Легран, Алан Бергман, Мэрилин Бергман | Барбра Стрейзанд, Мишель Легран, Джон Ариас | 3:16         |
| Общая длительность: | Общая длительность:                                                                         | Общая длительность:                          | Общая длительность:                         | 33:51        |

| №   | Название                                                                     | Автор(ы)                      | Длительность |
| --- | ---------------------------------------------------------------------------- | ----------------------------- | ------------ |
| 11. | «When the Lovin’ Goes Out of the Lovin» (записана для альбома Emotion, 1984) | Ричард Паркер, Бобби Уайтсайд |              |

## Чарты
| Чарт (2021)                       | Высшая позиция |
| --------------------------------- | -------------- |
| Австралия (ARIA)                  | 15             |
| Австрия (Ö3 Austria)              | 19             |
| Бельгия/Валлония (Ultratop)       | 77             |
| Бельгия/Фландрия (Ultratop)       | 34             |
| Великобритания (UK Albums Chart)  | 5              |
| Германия (Offizielle Top 100)     | 19             |
| Испания (PROMUSICAE)              | 28             |
| Нидерланды (Album Top 100)        | 32             |
| США (Billboard 200)               | 15             |
| Швейцария (Schweizer Hitparade)   | 16             |
| Швейцария/Романдия (GfK)          | 8              |
| Шотландия (Scottish Albums Chart) | 3              |